# Sampson Eure
Sir Sampson Eure, dit également Sampson Evers, né vers 1592 et mort vers novembre 1659, est un homme politique et avocat gallois du Royaume d'Angleterre. Il préside le « Parlement bâtard d'Oxford » durant la Guerre civile anglaise.

## Biographie
Fils d'un juge de l'île galloise d'Anglesey, il étudie le droit à Gray's Inn et est appelé au barreau en 1617. Il est élu député de la ville galloise de Beaumaris à la Chambre des communes du Parlement d'Angleterre pour le parlement de 1621. Les archives ne contiennent aucune trace de sa participation à ce parlement, et il ne se représente pas pour les élections législatives de 1624. En 1622 il est nommé procureur général auprès du « Conseil des Marches (en) », le Conseil chargé de gouverner le pays de Galles et les Marches galloises au nom de la Couronne anglaise, et d'y administrer la justice. Il occupe cette fonction jusqu'en 1640, et est conjointement juge de paix pour le pays de Galles de 1625 à environ 1646.

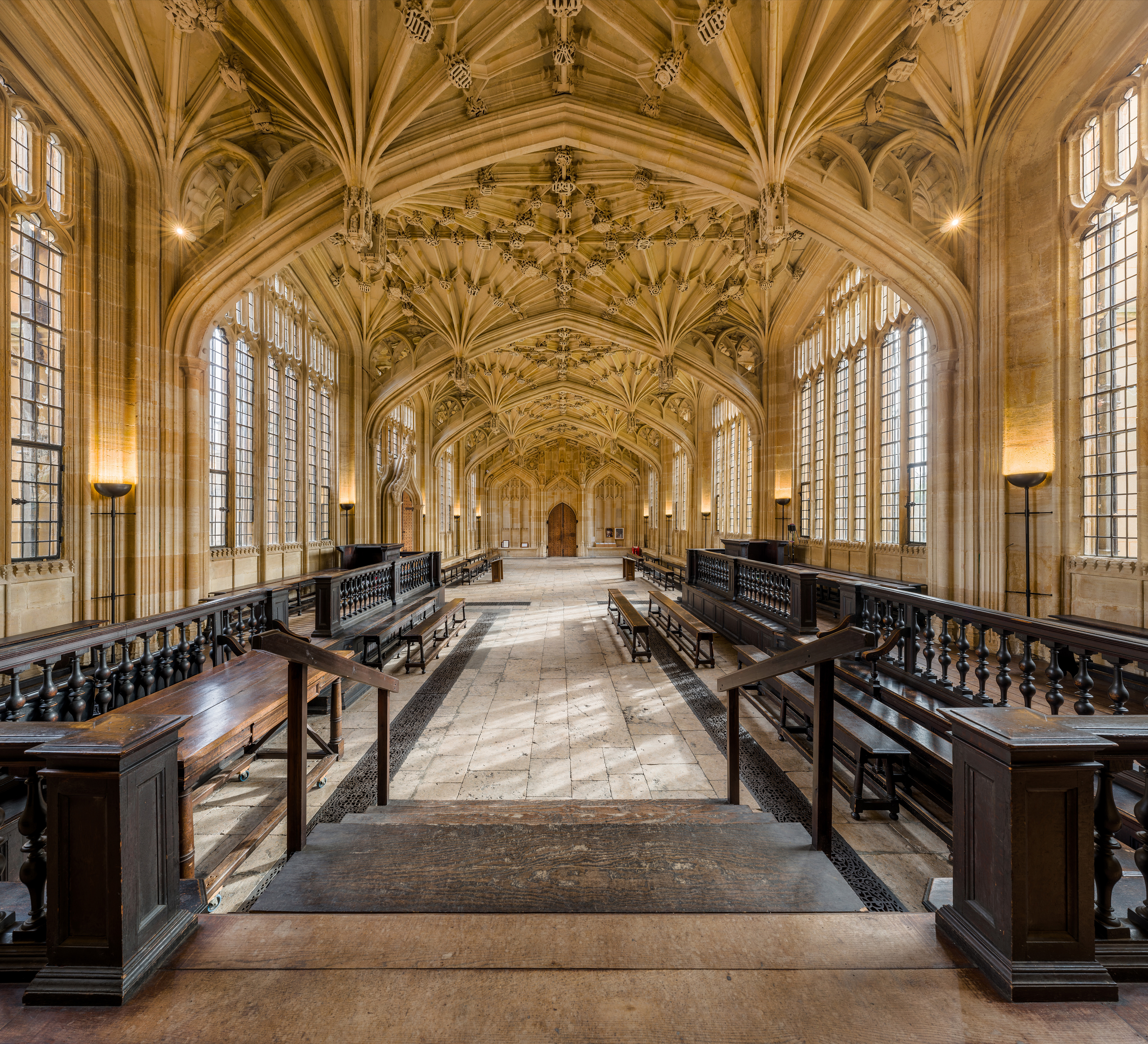
Locaux de la faculté de théologie où s'assemble la Chambre des communes royaliste présidée par Sampson Eure à Oxford.

Il est élu député de Leominster au « Long Parlement » assemblé en novembre 1640. Malgré son opposition, le Conseil des Marches est aboli l'année suivante. Il est fait chevalier en août 1641. En 1642 éclate la Première révolution anglaise, ou guerre civile entre les forces royalistes qui soutiennent Charles Ier et les forces parlementaires. Il rejoint les partisans du roi à Oxford, et est nommé commissaire pour le recrutement de soldats dans l'armée royale. En 1644 le roi convoque le Parlement à Oxford. Seuls les royalistes acceptent d'y siéger, soit environ les deux-tiers de la Chambre des lords mais seulement un peu plus du tiers de la Chambre des communes. Sampson Eure est élu président de la Chambre des communes, et est alors formellement destitué de son mandat de député par la Chambre des communes des forces parlementaires, qui siège dans le même temps à Londres. La Chambre des communes à Oxford siège à la faculté de théologie de l'université d'Oxford, qui en 1643 a conféré à Sampson Eure un doctorat en droit civil. Ce parlement s'avère impuissant, car la guerre tourne à l'avantage des forces qui reconnaissent le parlement de Westminster. Charles l'ajourne définitivement en mars 1645, et les archives des débats du Parlement d'Oxford sont brûlées lorsque les forces parlementaires prennent la ville en juin 1646. Les vainqueurs infligent à Sampson Eure une amende pour avoir présidé ce parlement qu'ils jugent illégitime. Il meurt en 1659 - sans héritier, son fils et unique enfant étant mort avant lui,,,.